# Abbaye Saint-Èvre de Toul
L'abbaye de Saint-Èvre (Saint-Epvre) est une ancienne abbaye bénédictine, située dans la région de Lorraine, sur le territoire de la commune de Toul, en Meurthe-et-Moselle. Aujourd'hui, le site est diversement occupé.

## Origine et développement
L'abbaye Saint-Èvre de Toul tire son nom de saint Èvre de Toul , septième évêque de cette ville mort en 507. Il en a jeté les fondements. Toutefois, en réalité il fit construire une église qu'il dédia à saint Maurice, à l'extérieur du Châtel de Toul et lorsqu'il y fut enterré celle-ci prit alors le nom de Saint-Èvre.
C'est plus tard, Frothaire, évêque de Toul au début du IXe siècle qui pérennisera la fondation d'une abbaye en appliquant les dispositions par lesquelles l'empereur Louis le Pieux ordonnait le rétablissement de l'ordo regularis dans tous les pays de l'empire carolingien : l'abbaye doit suivre la règle de saint Benoît et se trouve dotée de moyens de subsistance.
Des évènements historiques affectant la région touloise mèneront l'établissement à renaitre plusieurs fois de ses cendres : en 889, Toul est ravagée par les Normands et en 917, l'abbaye est détruite par les Hongrois.
L'évêque de Toul, Gauzelin, réforme l'institution entre 934 et 936. Au-delà du culte de saint Èvre, il lui donne la mission d'une abbaye-école, chargée de la réforme bénédictine en nommant l'abbé Archambault, appelé du monastère de Fleury-sur-Loire.
C'est dans ce dernier cadre de renouveau monastique qu'il faut placer la fondation de l'autre abbaye de Toul : Saint Mansuy.
Une nouvelle église fut commencée en 1561 par Jacques de Tavagny, abbé de Saint-Èvre, après la destruction de son église abbatiale en 1552 lors du siège de Toul par Charles Quint. Les offices se tenaient alors dans le réfectoire commun. 
Outre les bâtiments abbatiaux traditionnels, il y avait antérieurement un hôpital pour recevoir les pauvres et les pèlerins (xenodochium) et d'autres bâtiments agricoles, un cimetière, une cour. L'ensemble était clos de murs pour une surface proche de cinq hectares.
L'abbaye adhéra à la congrégation de Saint-Vanne en 1611.
Elle fut restaurée par l'évêque de Toul, monseigneur de Drouas à la fin du XVIIIe siècle.

## Production littéraire
Vers 1043 un moine de l'abbaye a écrit, de manière anonyme, un poème en latin de plus de 1 200 vers hexamétriques contant les aventures d'un veau s'échappant de son étable pour ensuite rencontrer un loup. (L' Ecbasis).
Il s'agit donc d'une fable animalière allégorique à la manière du Roman de Renart qui se diffuse en Occident quelque temps après la réalisation de ce poème. 
Une copie manuscrite de cette œuvre a été retrouvée bien plus tard dans les fonds d'origine bourguignonne de la Bibliothèque royale de Bruxelles par l'un des frères Grimm.

## Après la Révolution
Aux termes des lois de 1789 et 1790 relatives aux biens nationaux et leur vente, les biens de l'abbaye furent vendus et les registres, papiers, terriers, et chartes non détruits furent versés aux archives départementales de Meurthe-et-Moselle (série H).
Après la destruction de l'abbaye Saint-Èvre à la Révolution, l'église paroissiale fut transformée en logements. Les paroissiens du faubourg Saint-Èvre se cotisèrent donc pour construire en bordure de la rue Albert-Denis une église néo-romane dédiée à saint Èvre. L'édifice est âgé d'à peine plus d'un siècle.
Un peu plus loin, dans cette même rue, on peut voir un logis type Renaissance accolé à un porche d'entrée gothique qui appartenait à l'ancienne abbaye (phase 2) et qui date du XVIe siècle quand Jacques de Tavagny fit reconstruire les bâtiments abbatiaux après l'installation des Français à Toul en 1552.
En mai 1974, à l'occasion de travaux préparatoires à la construction d'une maison de retraite, on a pu reconnaître et fouiller 21 sépultures du haut Moyen Âge, vraisemblablement sous l'ancienne église abbatiale du monastère (VIIe siècle).

## Liste des abbés
Liste chronologique des abbés :
- 579 - (?) : Apollinaire (Apollinaris), premier abbé, abbé d'Agaune, Saint-Bénigne de Dijon et Saint-Marcel-lès-Chalon.
- (?) - (?) : saint Tranquille (Tranquillin).
- (?) - 836 : (?).
- 836 - (?) : Frotaire (Frotharius), évêque de Toul.
- 841 - 845 : Étienne.
- 845 - (?) : Léorard, évêque de Toul.
- 884 - (?) : Fulbert.
- 890 - (?) : Étienne.
- 916 - (?) : Sigideus.
- 936 - (?) : Archambaud.
- 957 - (?) : Humbert, religieux de Gorze.
- 968 - (?) : Robert.
- 979 - (?) : Gauzelin ou Gazelin, abbé.
- 988 - (?) : Enotbertus, abbé.
- 1028 - (c.1031) : Guillaume ou Villaume (de Volpiano), abbé.
- 1034 - 1036 : Werry, Vidric (Widric) Ier[7].
- 1036 - 1044 : Herbert.
- 1044 - 1057 : Vidric II.
- 1057 - 1061 : Fulcrade.
- 1061 - 1069 : Vidric III.
- 1069 - 1069 : Hugo ou Wido.
- 1069 - 1085 : Albéric.
- 1085 - 1097 : Ruhard ou Evrard.
- 1097 - 1116 : Vidric IV ou Giuric, Quirin, Guarinou Quirice.
- 1116 - 1124 : Pierre.
- 1126 - 1131 : Evrard.
- 1131 - 1133 : Durand.
- 1133 - 1136 : Conrad.
- 1136 - 1136 : Evrard II
- 1136 - 1146 : Durand II.
- 1147 - 1176 : Huge ou Husson.
- 1176 - 1179 : (?).
- 1179 - 1193 : Richard, vicaire général.
- 1196 - (?) : Garin ou Varin, évêque de Toul.
- (11??) - (12??) : (?).
- 1228 - 1237 : Geoffroy.
- 1228 - 1246 : Vidric V, abbé de Senones.
- 1246 - 1252 : (?).
- 1252 - 1258 : Viard.
- 1260 - 1263 : Pierre II.
- 1267 - 1279 : Gauthier ou Vatierou Wautier.
- 1280 - 1289 : Hugues II.
- 1289 - 1297 : Radulphe, abbé.
- 1298 - 1303 : Hugues III.
- 1303 - 1314 : Gérard.
- 1314 - 1320 : Guillaume ou Villaume.
- 1320 - 1323 : Pierre III.
- (13??) - (13??) : (?).
- 1325 - (13??) : Hugues IV.
- (13??) - (13??) : (?).
- 1328 - 1359 : Rosières (Guillaume de).
- 1359 - (13?) : Vautrin de Faviers.
- (13??) - (13??) : (?).
- 1401 - (14??) : Vauthier.
- (14??) - 1403 : (?).
- 1403 - 1433 : Herman d’Ogéviller, prieur de Flavigny.
- 1433 - 1468 : Vautier ou Vautrin de Chatenoy.
- 1468 - 1489 : Nicolas de Valfracourt (Valfroicourt), abbé, Prieur de Deuilly.
- 1489 - 1509 : Gauthier (Guillaume), abbé commendataire. Évêque ?.
- 1510 - 1529 : Balthazar du Châtelet, abbé de Saint-Vincent de Metz.
- 1530 - 1533 : Stainville (François de).
- 1533 - 1535 : Jean III de Lorraine, cardinal de Lorraine.
- 1535 - 1547 : Pénicier (Claude), abbé commendataire.
- 1547 - 1551 : Baudoir (Jacques).
- 1556 - 1559 : Baudoir (Adrien).
- 1559 - 1596 : De Tavagny (Jacques).
- 1596 - 1643 : De Tavagny (Louis), coadjuteur.
- 1644 - 1644 : dom Humbert Rollet.
- 1643 - 1663 : De Cicon (Marc-François).
- 1663 - 1663 : Nicolas-François de Lorraine, cardinal.
- 1663 - 1663 : dom Hilarion, de Bar.
- 1664 - 1676 : De Castellan (Charles), abbé commendataire.
- 1677 - 1731 : De Chastenet de Puységur (Charles -François ou Nicolas ?).
- 1732 - 1736 : De Bethune de Charost (Basile), abbé.
- 1736 - 1749 : Rohan-Ventadour (le prince Armand de)[8], cardinal.
- 1749 - 1779 : Rohan-Guéménée Montbazon (le prince Louis Constantin de), cardinal, évêque de Strasbourg.
- 1779 - 1782 : (?).
- 1783 - (17??) : Polignac (Camille-Louis-Apollinaire de), évêque de Meaux[9]

.

## Galerie

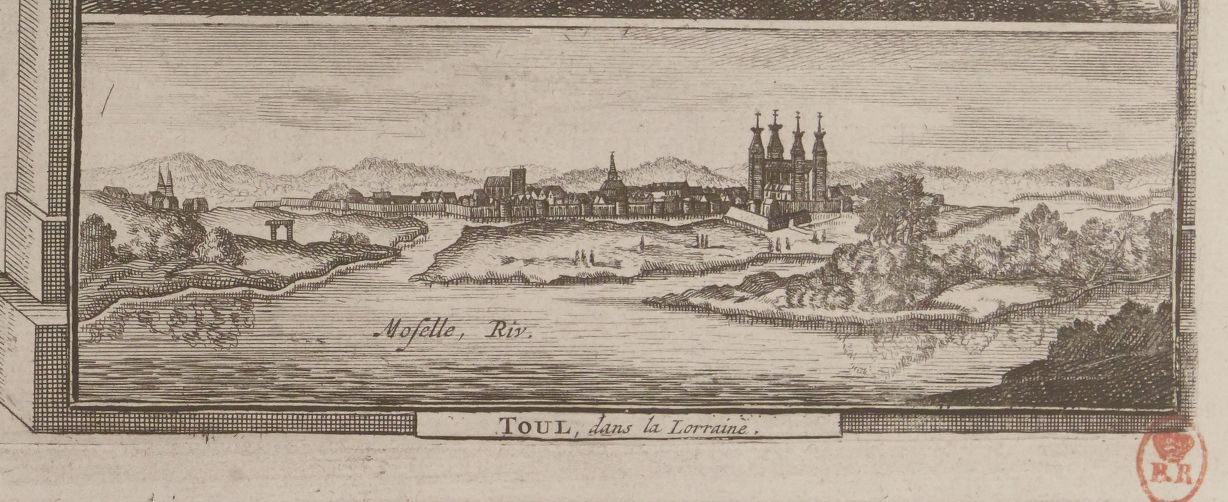
Vue d'artiste extraite d'une carte de la BNF - Toul vue du sud - En haut à gauche l'abbaye de Saint-Èvre(vers 1700).
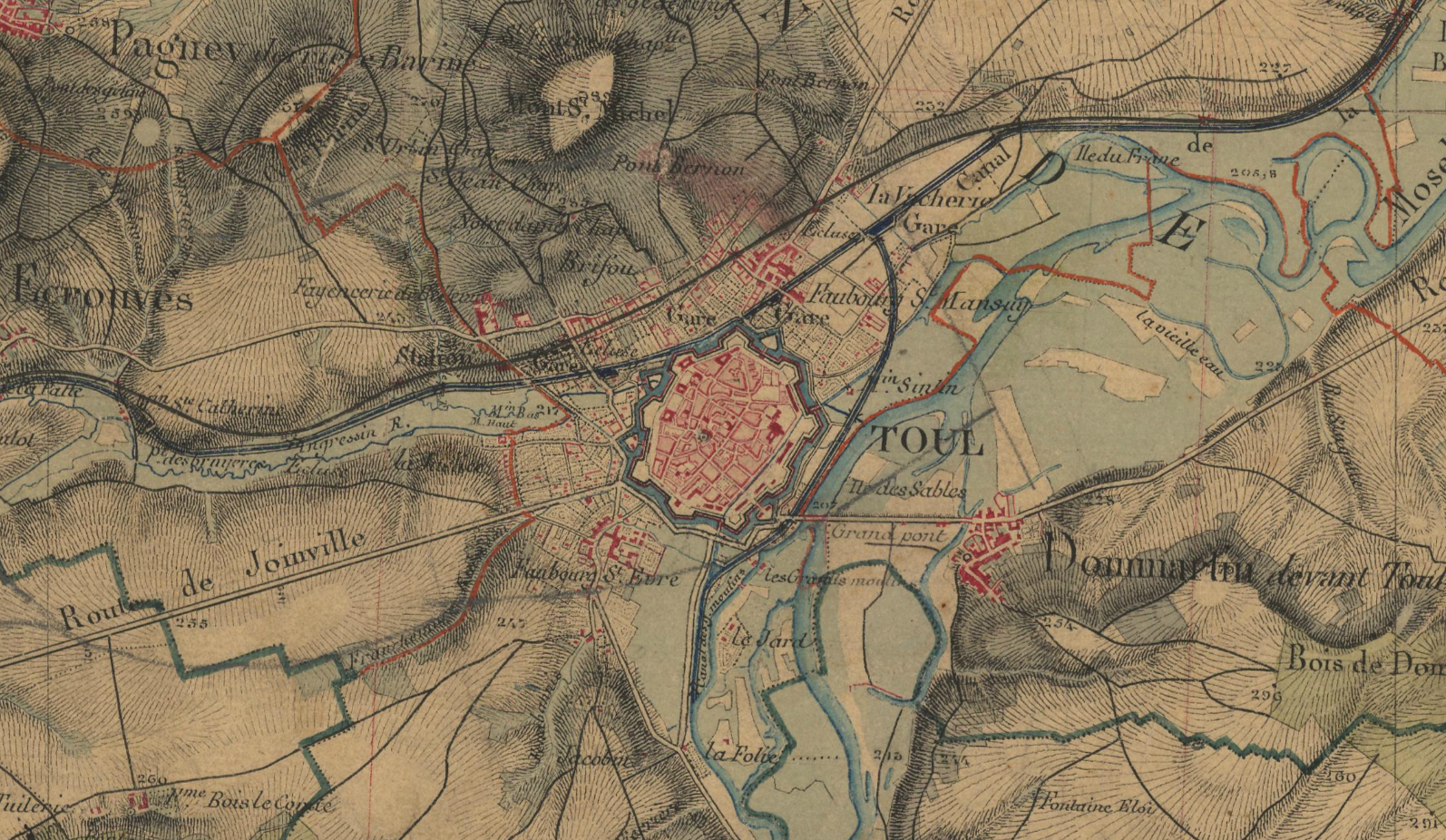
Plan de Toul en 1866 avec position de l'abbaye au sud-ouest.
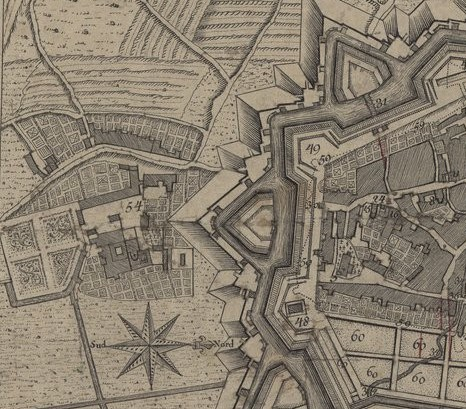
Quartier Saint-Èvre vers 1700. Extrait du plan Bibliothèque nationale de France, département Cartes et plans, GE D-14510. (repère 54).
- Schéma de l'occupation tardive de l'abbaye Saint-Èvre.